# Bony Pierre
Bony Pierre (nacido el 24 de abril de 1991 en Les Cayes, Haití) es un futbolista internacional de Haití que se desempeña en el terreno de juego como delantero; su actual equipo es el Bauger FC de la Liga Dominicana de Fútbol.

## Clubes
| Club                 | País                 | Año           |
| -------------------- | -------------------- | ------------- |
| Victory Sportif Club | Haití                | 2010-2011     |
| F.C. New York        | Estados Unidos       | 2011-2012     |
| Victory Sportif Club | Haití                | 2012-2013     |
| Bauger FC            | República Dominicana | 2013-presente |